# 芝加哥語言學學會
芝加哥語言學學會 (英語：The Chicago Linguistic Society，簡稱：CLS)為美國芝加哥大学學生所主持的語言學學術組織。
也是美國歷史最久的學生學術組織之一，其確切的成立時間不確定，但一般認為在二次世界大戰之前，可能在1920年代到1930年代。 

## 外部連結
- 芝加哥大学網站
- 芝加哥語言學學會(CLS)網站